# Bairro (filme)
Bairro é um filme português, realizado por Jorge Cardoso, Lourenço de Mello, José Manuel Fernandes e Ricardo Inácio e escrito por Francisco Moita Flores. O filme estreou a 27 de junho de 2013 em Portugal.

## Sinopse
Diana nasceu e cresceu no Bairro da Estrela Polar, perdeu os pais quando ainda era uma criança e lidera um bando de criminosos que nenvolvida no tráfico de droga, armas, quadros, joias e tabaco e lavagem de dinheiro. Comanda os principais assaltos por toda a Lisboa. É uma líder fria, calculista, protetora, mas também mulher sedutora, engenhosa e solidária. O Bairro agradece-lhe a generosidade pagando com o silêncio sobre as suas atividades criminosas. É capaz de matar com uma frieza implacável. Os assaltos mais ousados são comandados por ela e a quadrilha observa um respeito ilimitado às suas decisões. A violência alastra cada vez mais. O Bairro está por sua conta. É o reduto inexpugnável que a protege. De arma em punho abre caminho, a tiro e ao murro, com golpes de audácia que deixam a Polícia Judiciária perplexa. Diana é um desafio para a Polícia Judiciária, que não mede esforços para tentar apanhá-la. Desmantelar a quadrilha de Diana torna-se uma obsessão. A Polícia Judiciária reconhece que está perante o maior desafio da instituição. E por isso não a deixará em paz enquanto não a meter nos calabouços… ou na morgue. Diana enfrentará conflitos internos no meio do seu bando, a cobiça de gangues rivais e uma perseguição feroz pela Polícia Judiciária. Resistirá Diana a todos estes desafios?

## Série
Três meses antes, a 17 de março de 2014, a TVI já tinha começado a emitir Bairro em formato série (com o título "O Bairro"), em 14 episódios (cada um com uma duração de entre 40 e 45 minutos). Em dia de estreia, O Bairro foi o 5º programa mais visto da TVI, com uma audiência média de 461 mil espectadores e um share de 21,2%. A série está disponível no TVI Player desde outubro de 2018.

## Elenco
- Maria João Bastos… Diana
- Paulo Pires… Augusto
- Carloto Cotta… Batman
- José Afonso Pimentel… Necas
- João Lagarto… Basófias
- Dânia Neto… Almerinda
- Carlos Malvarez… Francisco
- Duarte Gomes… Zé Cigano
- Leandro Pires… Tosta Mista
- Sara Santos… Manuela
- Joana Ribeiro Santos… Clara
- Luís Gaspar… Carlos
- Rui Unas… Júlio
- Margarida Moreira… Lurdes
- Julie Sergeant… Nicha
- Virgílio Castelo… inspetor Ravara